# Verta Taylor
Pour les articles homonymes, voir Taylor.
Verta Ann Taylor, née en 1948 est une sociologue américaine. Elle dirige le département  de sociologie à l'Université de Californie à Santa Barbara. Ses recherches portent sur les mouvements sociaux, le genre et la sexualité.

## Biographie
En 1970, Verta Taylor obtient un diplôme en travail social à l'université d'État de l'Indiana.
En 1971, elle est titulaire d'une maîtrise de sociologie de l'université d'État de l'Ohio Elle  termine sa thèse de doctorat en 1976 dans cette même université. Elle occupe alors le poste de maîtresse-assistante en sociologie à l'université d'État de l'Ohio, affiliée au Disaster Research Center qu'elle dirige en 1977-1978.
En 1984-1985, elle est directrice du Center for Women's Studies. Elle est promue professeure titulaire à l'université d'État de l'Ohio en 1997. En 2002, elle rejoint le département de sociologie de l'Université de Californie à Santa Barbara, également affiliée au programme d'études féministes. Elle préside le département de sociologie de 2005 à 2012. En 2012, elle est aussi attachée de recherche au Broom Center for Demography.
C’est dans un article de 1989 que Verta Taylor utilise le mot abeyance pour analyser les phénomènes de continuité des mouvements sociaux. Le terme abeyance décrit un processus de mise en suspens, de mise en veille qui permet à des mouvements sociaux de subsister dans des moments politiques non réceptifs. L'abeyence[Quoi ?] joue un peu le rôle de passeur entre deux étapes d’une mobilisation. Ce terme n’a pas de traduction littérale en français, on en trouve donc plusieurs selon les auteurs ou autrices : « structure de mise en veille », « structure dormante » (Olivier Fillieule, 2005).

## Publications sélectives

### Autrice
- (en) Verta Taylor, Survival in the Doldrums: The American Women's Rights Movement, 1945 to the 1960s, Oxford University Press, 1987
- (en) Verta Taylor, « Social movement continuity: The women's movement in abeyance », American Sociological Review,‎ 1989
- (en) Verta Taylor, Analytical approaches to social movement culture: The culture of the women’s movement, 1995, p. 163-187
- (en) Verta Taylor, Rock-a-by Baby: Feminism, Self-Help, and Postpartum Depression, Routledge, 1996, 240 p. (ISBN 0-415-91291-1)
- (en) Leila J. Rupp et Verta Taylor, Drag Queens at the 801 Cabaret, University of Chicago Press, 2003 (ISBN 978-0-226-32656-6, 978-0-226-73158-2 et 978-0-226-33645-9, DOI 10.7208/chicago/9780226336459.001.0001)

### Autrice et directrice d'édition
- (en) Verta Taylor et Laurel Richardson (éd.), Feminist Frontiers : Rethinking Sex, Gender, and Society, Random  House, 1989, 490 p.
- (en) Verta Taylor (dir., éd.) et Mary Bernstein (éd.), The Marrying Kind? Debating Same-sex Marriage within the Lesbian and Gay Movement, University of Minnesota Press, 2013
- (en) Verta Taylor et Nancy Whittier, « Collective identity in social movement communities: Lesbian feminist mobilization », dans A. D. Morris & C. M. Mueller (Eds.), Frontiers in Social Movement Theory, 1992, p. 104-129
- « The Oxford Handbook of U.S. Women's Social Movement Activism », Oxford Handbooks Online,‎ 10 mai 2017 (DOI 10.1093/oxfordhb/9780190204204.001.0001)

## Prix
- American Sociological Association, sex and gender Award, 2005

- Prix Jessie Bernard, American Sociological Association, 2011[7]
- Prix John D. McCarthy Lifetime Achievements[8]